# José María Gutiérrez
José Maria Gutiérrez Hernández, mer känd som Guti, född 31 oktober 1976 i Torrejón de Ardoz, Spanien, är en spansk före detta fotbollsspelare (mittfältare) och numera fotbollstränare. Guti tillbringade 24 år i Real Madrid. Under 15 år i klubbens A–lag spelade han totalt 542 matcher, vann Champions League tre gånger (1998, 2000 och 2002) och La Liga fem gånger (1997, 2001, 2003, 2006 och 2008).

## Klubbkarriär

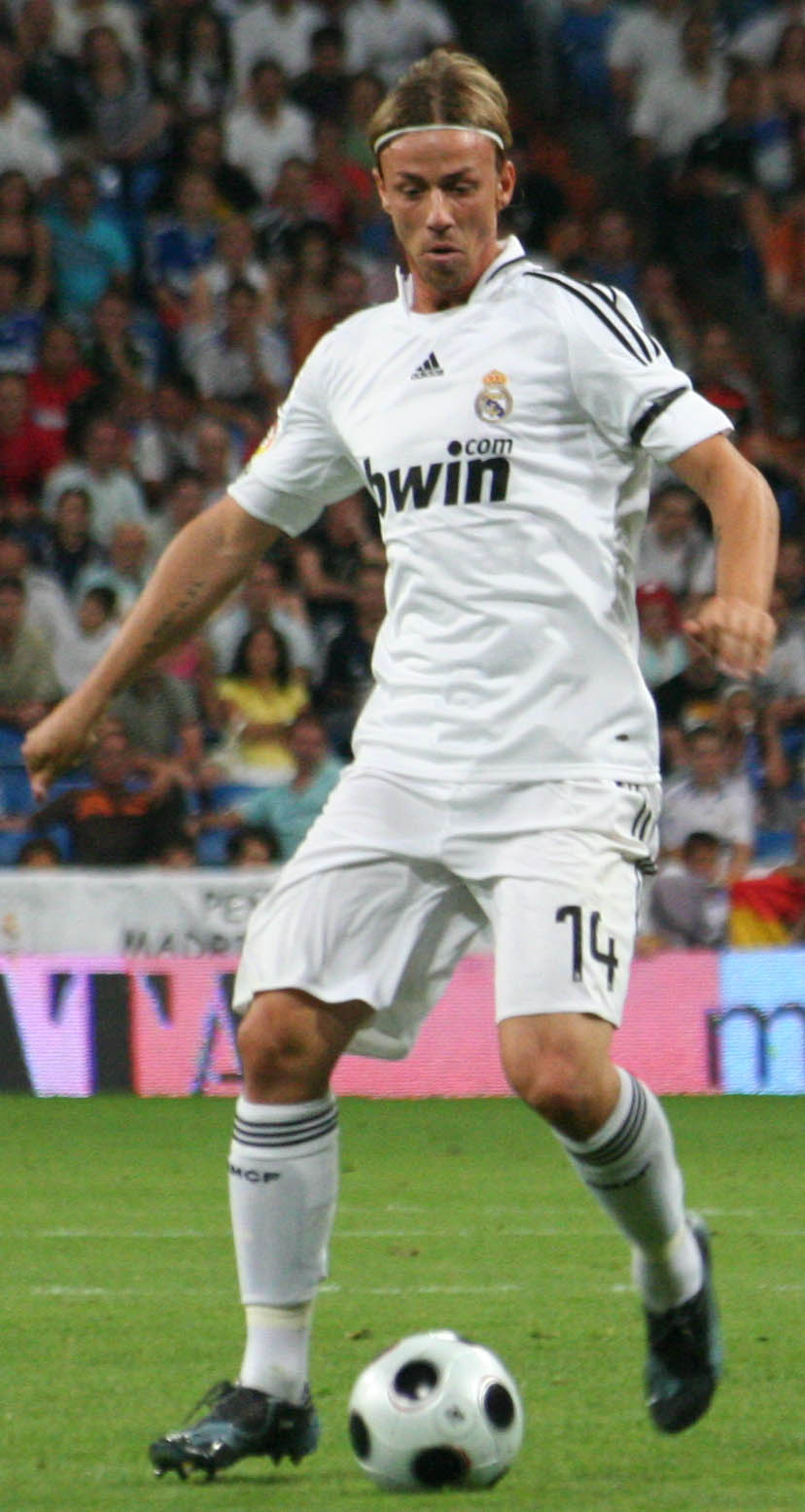
Guti spelande för Real Madrid

### Real Madrid
Guti debuterade i Real Madrids A–lag den 2 december 1995 i en match mot Sevilla som Real Madrid vann med 4–1. Under debutsäsongen deltog han i nio matcher och gjorde ett mål. 1997 vann han ligan för första gången och året efter vann han även Champions League.

Guti gjorde Real Madrids 5000:e ligamål genom tiderna i en match mot Numancia i september 2008. Han deklarerade under början av april 2010 att han slutar i Real Madrid efter säsongens slut.

### Beşiktaş
Han skrev ett 2 års kontrakt med den turkiska klubben Beşiktaş den 14 juli 2010.
I november 2011 fick han sparken från sin dåvarande klubb Beşiktaş efter att ha missat en träning efter tre dagars ledighet.

## Privatliv
Den 22 juni 1999 gifte han sig med Arancha de Benito och de har två barn, Zaira (född 2000) och Aitor (född 2002). Arancha och Guti kom att skilja sig 2010. 14 juli 2016 gifte han om sig med Romina Belluscio som han också har en son med, Enzo (född 2013)